# 289
289 је била проста година.

## Догађаји
- Конзули Луције Рагоније Квинтијан и Марко Магрије Бас.
- Диоклецијан је извојевао неколико победа дуж Дунава.
- Свет Мујун Хоја са Кином. Он је признат као поглавар целог Сјанбеја. Савез са државом Дуан, запечаћен браком. Свађа са Јувеном.